# Santissima Incarnazione del Verbo Divino

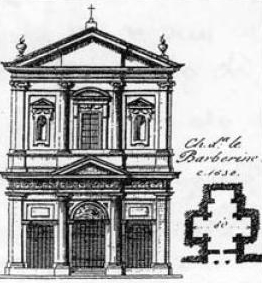
Fachada por Giovanni Battista Cipriani (1785).

Santissima Incarnazione del Verbo Divino, conhecida também como Santa Maria Maddalena dei Pazzi, era uma igreja localizada na Strada Pia (moderna Via XX Settembre), no rione Castro Pretorio de Roma. Era dedicada a Encarnação do Verbo Divino e pertencia a um convento de freiras carmelitas da antiga observância conhecidas como "barberinas".

## História

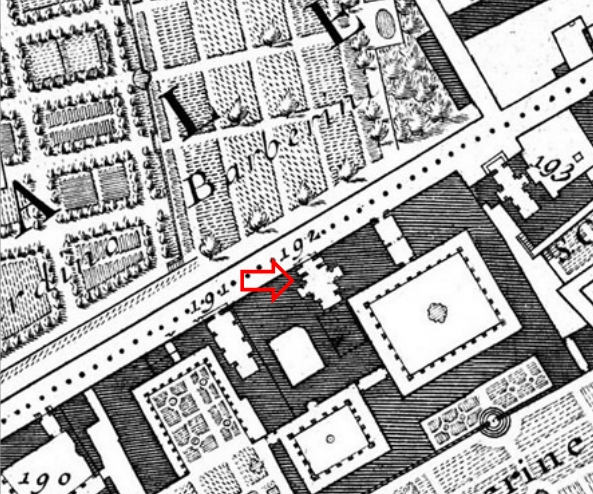
Posição no Mapa de Nolli (1748).

O convento da Santissima Incarnazione del Verbo Divino foi criado em 1 de agosto de 1639 pelo papa Urbano VIII e as primeiras freiras a se mudarem para lá foram a cunhada do papa, a viúva Costanza Magalotti (1575–1644), e suas duas filhas, Camilla Barberini (1598–1666) e Clarice Barberini (1606–1665). Antes disto, o local era ocupado por um pequeno convento pertencente a uma congregação eremita dos servitas, fundada em 1615 por Virginio Orsini, cuja igreja era conhecida como Santa Maria Annunziata. A nova igreja foi projetada pelo arquiteto Paolo Pichetti a pedido do cardeal Francesco Barberini, que a consagrou em 23 de outubro de 1670. Em 1759, a igreja foi praticamente reconstruída por Tommaso Bianchi e, a partir do século XVIII, as freiras também passou a cuidar da vizinha igreja de San Caio in Via Porta Pia.
O mosteiro foi confiscado pelo estado italiano e demolido para permitir a construção do Palazzo Esercito, que abrigou primeiro o Ministero della Guerra e, atualmente, o Ministério da Defesa. Durante a década de 1870, a igreja e o convento vizinho das carmelitas descalças de Santa Teresa alle Quattro Fontane e a igreja de San Caio foram demolidas nas imediações. No atual palácio foi preservado um mural anônimo do século XVIII da antiga igreja que representa a Virgem e o Menino com oito irmãs carmelitas.

## Descrição

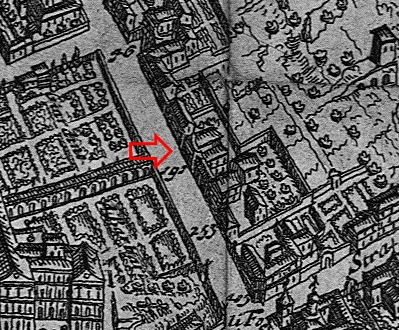
Posição da igreja segundo Giovanni Battista Falda (1667).

A igreja ficava na extremidade leste da seção central do atual Palazzo Esercito, a que fica projetada na direção da rua. A fileira de postes ligados por correntes logo na frente marca a linha original da fachada.
A família Barberini não economizou recursos e o convento original era bem grande. Para leste da igreja ficava o claustro com arcadas e rodeado por edifícios nos quatro lados; a igreja ficava no canto noroeste e uma fonte ficava no centro. Outro claustro, menor e também arcado em todos os lados, ficava par ao sudoeste do claustro principal e havia uma passagem ligando os dois. Um terceiro, ainda menor e sem arcos, ficava para o norte deste segundo e para o sudoeste da igreja. Para o sul do claustro principal ficava um jardim com parterres do lado oposto a partir do qual se chegava a um outro jardim principal, maior, através de um conjunto de degraus semicirculares.
Segundo Filippo Titi, a fachada foi construída com base em desenhos de Gianlorenzo Bernini. A partir da entrada estava uma lógia e, depois, uma nave retangular seguida de uma abside retangular transversa separada por um arco triunfal. Nas laterais do transepto, completando o desenho no formato de uma cruz grega, ficavam dois alteres laterais. A peça de altar principal era uma "Anunciação" de Giacinto Brandi, uma lembrança da dedicação original. Na capela da direita, dedicada a Santa Maria Maddalena dei Pazzi, estava um "Casamento místico de Santa Maria Maddalena dei Pazzi", e, na da esquerda, dedicada a Nossa Senhora do Carmo, uma outra imagem da santa.